# Râul Slătioara, Gemenea
Râul Slătioara este un curs de apă, afluent al râului Gemenea. 

## Hărți
- Harta județului Suceava